# 菲代勒堡
菲代勒堡（法語：Bourg-Fidèle，法語發音：[buʁ fidɛl]）是法国大東部大區阿登省的一个市镇，属于沙勒维尔-梅济耶尔区。

## 地理
菲代勒堡（49°53'29"N, 4°32'27"E）面积14.79 平方千米，位于法国大東部大區阿登省，该省份为法国北部内陆省份，西接埃纳省，南至马恩省，东临默兹省，北与比利时接壤。
与菲代勒堡接壤的市镇（或旧市镇、城区）包括：索尔莫讷河畔沙特莱、阿尔西、莱马聚尔、罗克鲁瓦。

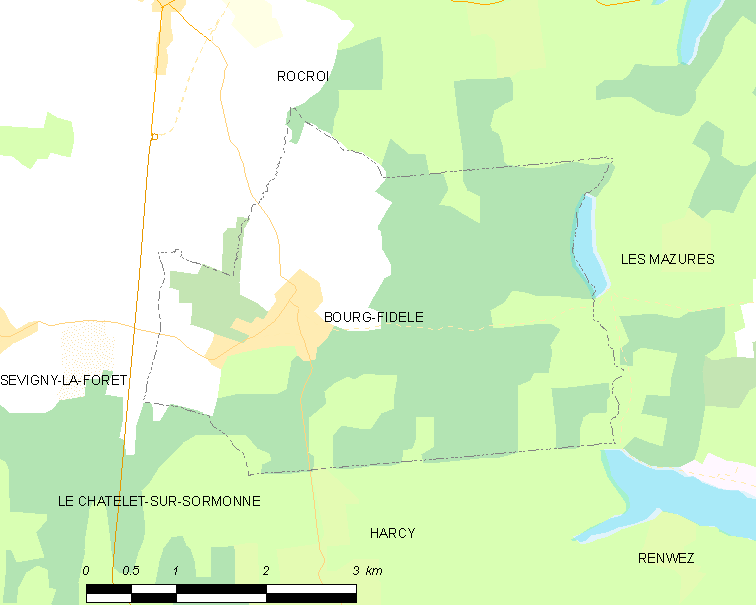
菲代勒堡的OSM定位图

菲代勒堡的时区为UTC+01:00、UTC+02:00（夏令时）。

## 行政
菲代勒堡的邮政编码为08230，INSEE市镇编码为08078。

## 政治
菲代勒堡所属的省级选区为罗克鲁瓦县。

## 人口

1962-2008年间菲代勒堡人口变化图示

菲代勒堡于2022年1月1日时的人口数量为829人。